# Tây Đường

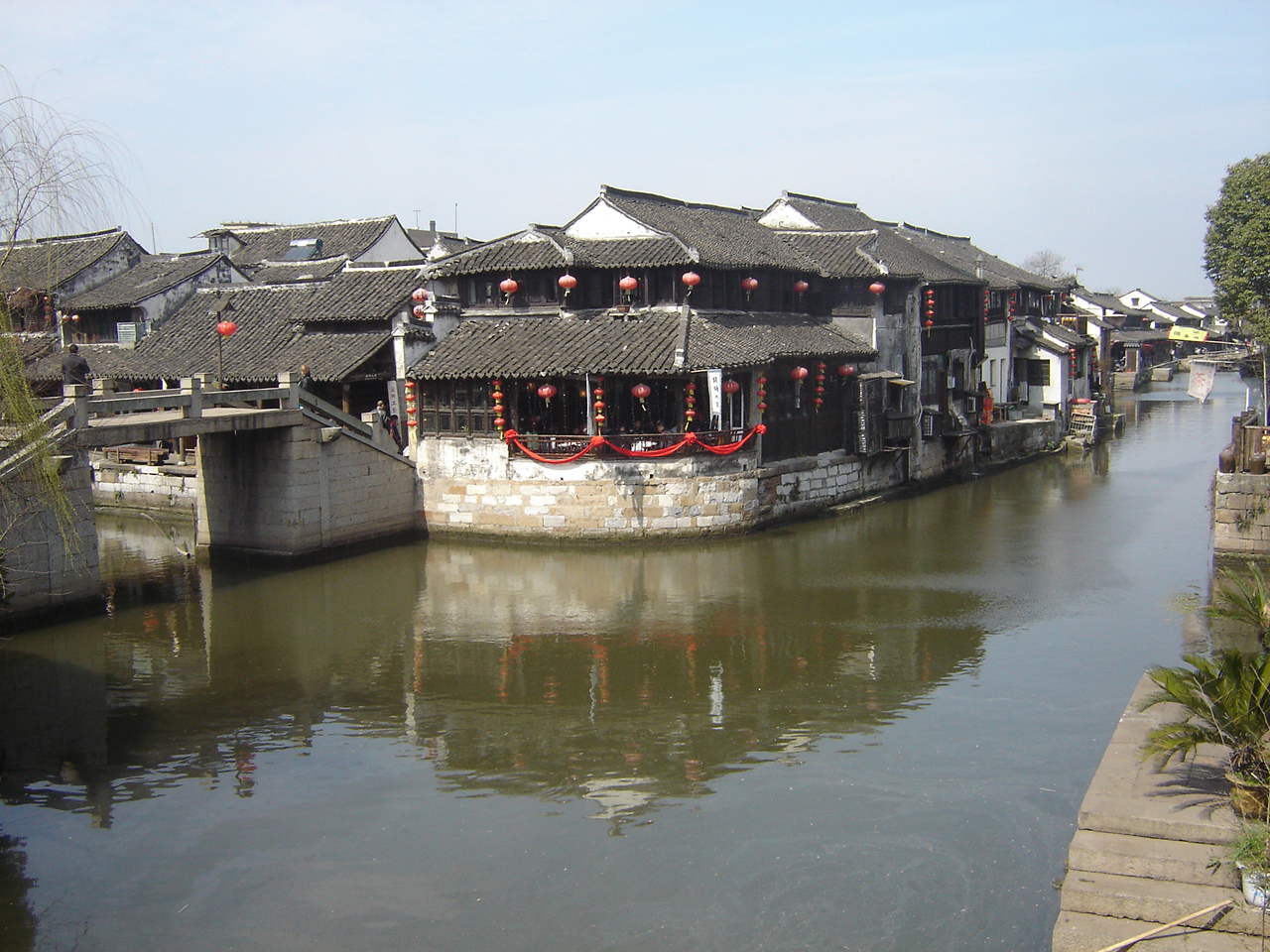
Tây Đường

Tây Đường (tiếng Trung: 西塘; bính âm: Xītáng), tên cũ Tư Đường (胥塘), Gia Đường (斜塘) là một thị trấn cổ nằm ở huyện Gia Thiện, tỉnh Chiết Giang, Trung Quốc. Lịch sử của trấn Tây Đường bắt đầu từ thời Xuân Thu khi nó nằm trên biên giới của Ngô và Việt.

## Mô tả
Tây Đường là một thị trấn sông nước, có tới chín con sông chảy qua địa bàn của Tây Đường chia thị trấn cổ này thành 8 phần được nối với nhau bằng 27 cây cầu đá cổ. Trong phần phố cũ của Tây Đường, các tòa nhà được xây dựng dọc bờ các con kênh, vốn đóng vai trò đường giao thông chủ yếu trong vùng. Ngoài ra Tây Đường còn có rất nhiều nhà, miếu cổ và giữ được không gian và cảnh quan yên tĩnh, vì vậy thị trấn này đã trở thành một địa điểm tham quan nổi tiếng ở Chiết Giang. Tây Đường thường được mô tả trong các bức tranh phong cảnh Trung Quốc. Ngày 8 tháng 10 năm 2003, Tây Đường đã được Cục Di sản văn hóa Trung Quốc lựa chọn là địa phương đầu tiên được đưa vào danh sách Trấn lịch sử văn hóa Trung Quốc (中国历史文化名镇, Trung Quốc lịch sử văn hóa danh trấn).
Tây Đường đã từng được dùng làm bối cảnh cho bộ phim Nhiệm vụ bất khả thi III (Mission: Impossible III).

## Hình ảnh

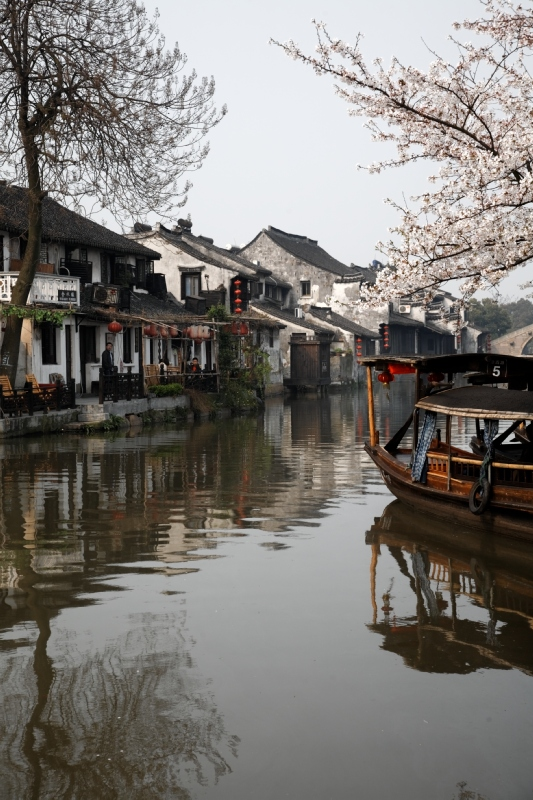
Phong cảnh Tây Đường
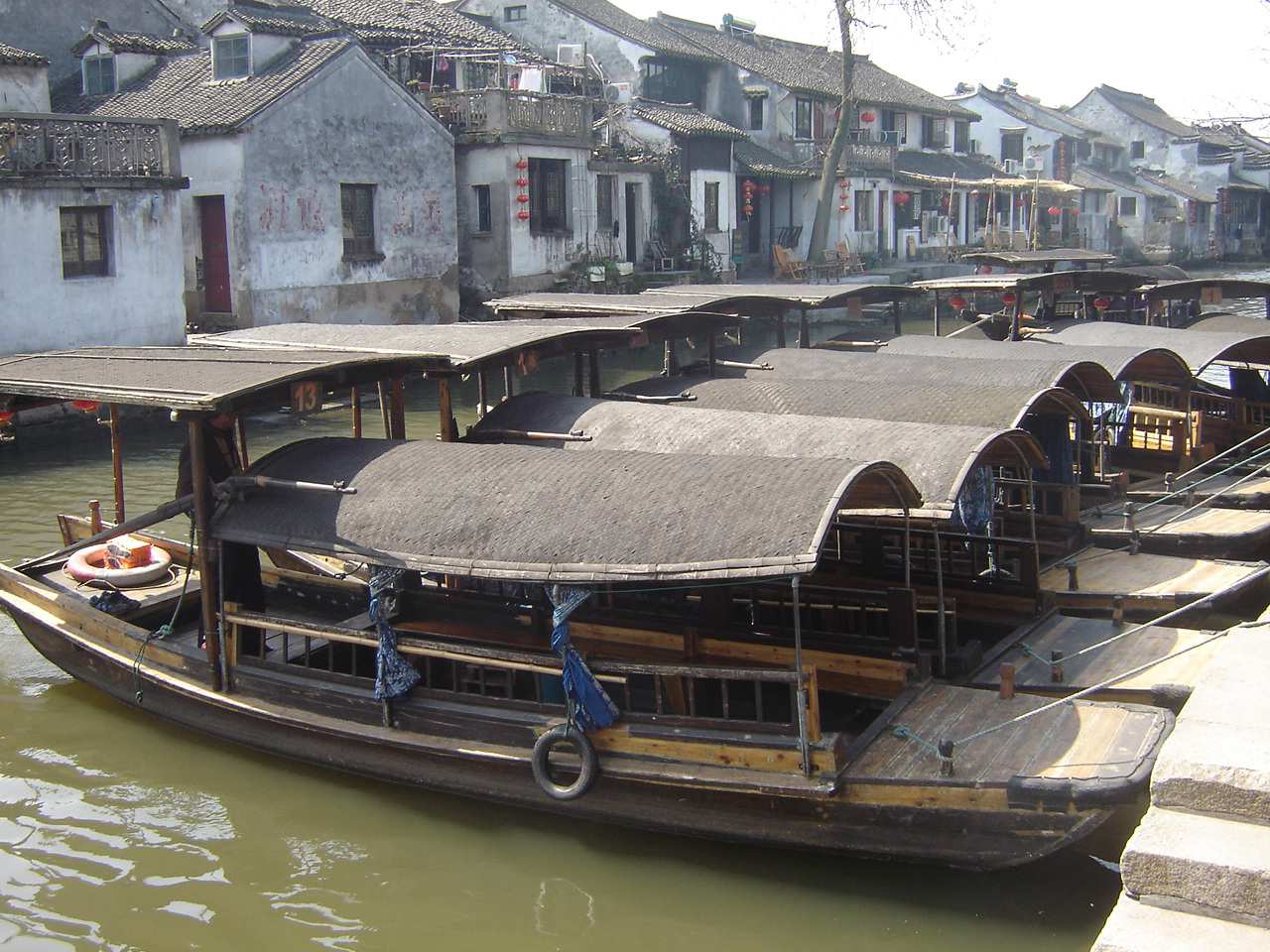
Thuyền
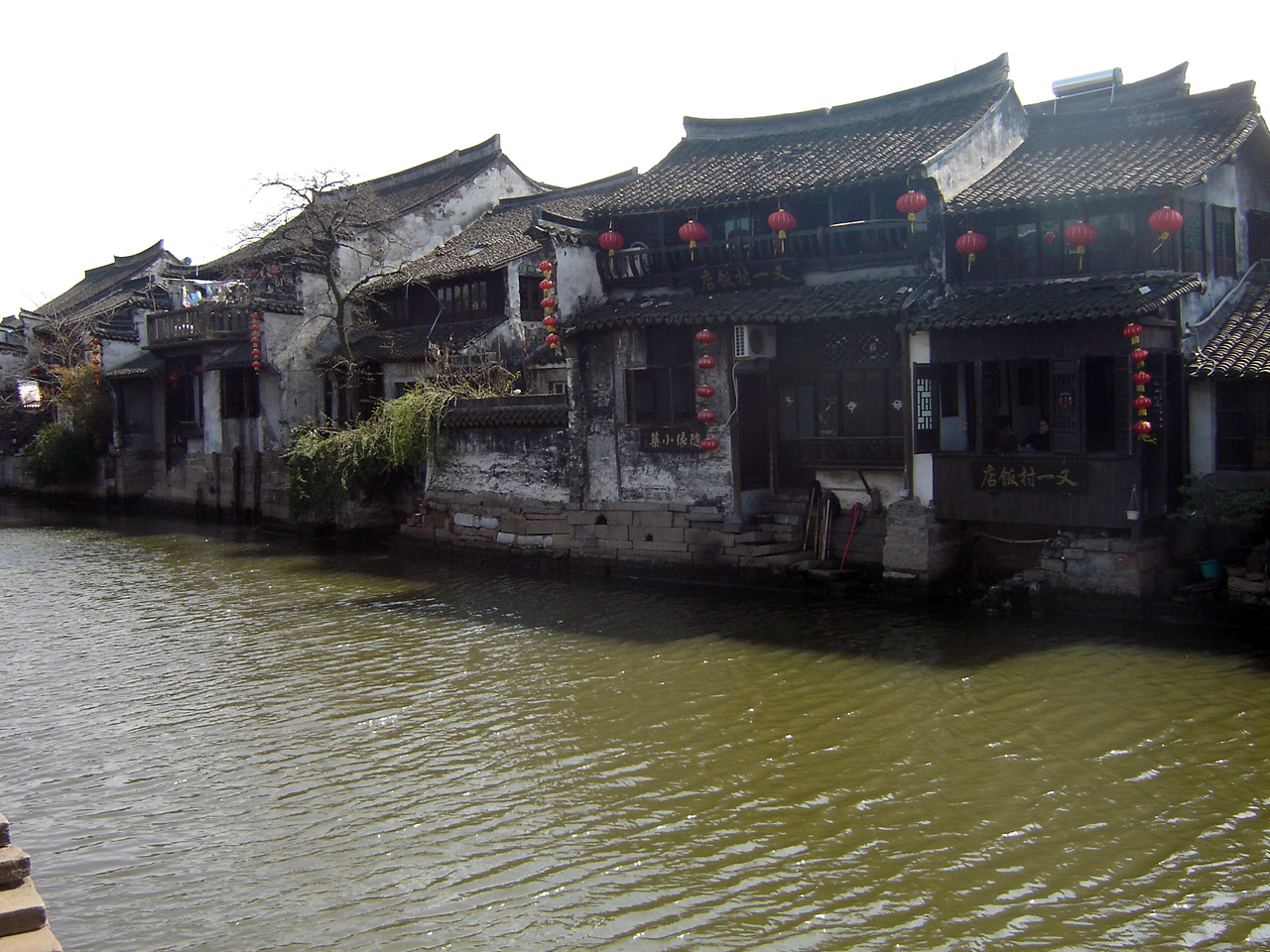
Nhà
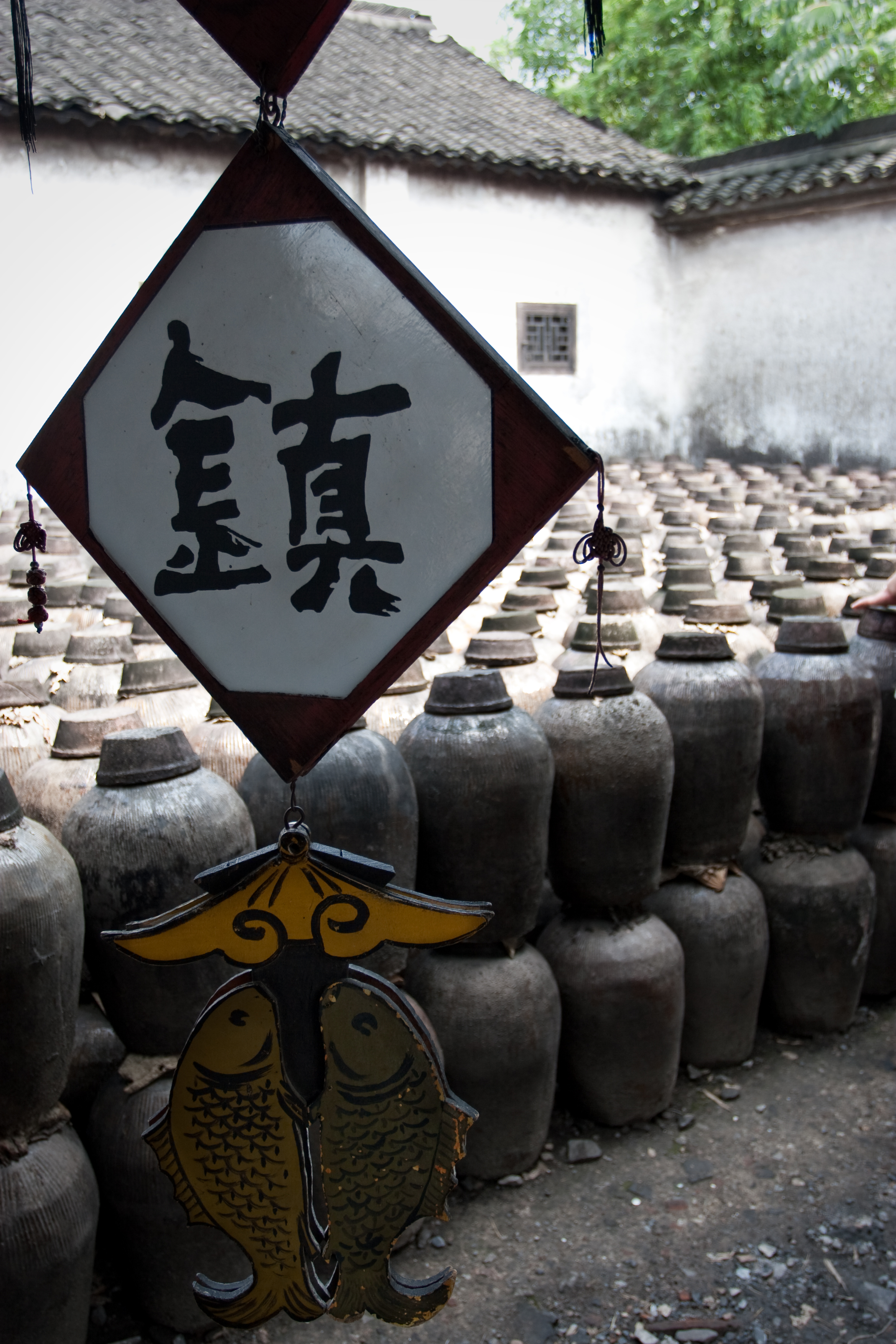
Hũ rượu